# Домінік Міллер
Домінік Міллер (англ. Dominic Miller; 21 березня 1960, Буенос-Айрес, Аргентина) - англійський гітарист, зокрема відомий співпрацею з Стінгом.

## Біографія та кар'єра
Народився у Буенос-Айресі, провів десять перших років життя в Аргентині, потім, після переїзду його сім'ї до Північної Америки, оселився у Вісконсинi, де відвідував The Prairie School, а через два роки переїхав у Лондон. Походячи з музичної сім'ї, в одинадцять років Домінік уже був серйозним гітаристом, далі навчався у Guildhall School of Music у Лондоні та, по поверненню до Америки, у Berklee College of Music у Бостоні.  Він також брав уроки у бразильського гітариста та композитора Sebastião Tapajós.
Після гастролей та записів з World Party у 1980 році, він працює у складі гурту King Swamp та гастролює з ними. Пізніше працює над сольним альбомом Філа Коллінза «...But Seriously». Домінік грав гітарні партії на всіх записах Стінгa та, починаючи з 1990 року, працював на кожному альбомі й турі Стінга. Пісня у співавторстві зі Стінгом, «Shape of My Heart», стала хітом для Крейга Девіда та Sugababes.
Інші відомі хіти також належать до творчості Міллера, наприклад, Ronan Keating You say it best до фільму "Notting Hill".
Міллер також був продюсером і грав для сольного альбому Walter Wray 1993 року Foxgloves and Steel Strings, що було природним продовженням його King Swamp періоду з Wray.
Міллер гастролював соло та випустив декілька сольних гітарних альбомів. Його перший альбом First Touch, був випущений у 1995 році, слідом Second Nature (1999) та New Dawn (2002). Він випустив ще Third World (2004) та Fourth Wall (2006).
У 2003 році був випущений, спочатку у Великій Британії, альбом класичної музики Shapes  з інтерпретаціями окремих творів Bach, Beethoven, Elgar та Albinoni. Shapes був випущений у всьому світі у березні 2004 року, з переглянутим порядком треків. Загальні глобальні продажі досягли 100 000 екземплярів. Він досяг у UK Albums Chart номера 38 у червні 2003 року.
Запис та інтерпретація твору Albinoni Adagio in G minor, виконані Міллером,  відповідають сучасним звичним інтерпретаціям, і раніше були інтерпретовані у подібній манері Swedish neoclassical гітаристом Yngwie Malmsteen. Ця тема також з'являється у гучному фільмі Peter Weir 1981 року Gallipoli.
Він також грає у власному гурті, який складається з басиста Nicolas Fiszman, піаніста Mike Lindup та відомого перкусіоніста Rhani Krija, гастролюючи по Європі, Південній Америці та Азії, та інтерпретуючи власні композиції. 
Домінік Міллер мешкає у Франції.

## Дискографія
- 1995: First Touch
- 1999: Second Nature
- 2002: New Dawn (with Neil Stacey)
- 2003: Shapes
- 2004: Third World
- 2006: Fourth Wall
- 2009: In A Dream (with Peter Kater)
- 2010: November
- 2012: 5th House
- 2014: ad hoc
- 2016: Hecho En Cuba

## Музиканти, з якими працював
- Sting
- Sugababes
- Chris Botti
- Bryan Adams
- A.R. Rahman
- Joss Stone
- Backstreet Boys
- Vinnie Colaiuta
- Phil Collins
- Sheryl Crow
- Plácido Domingo
- Donovan
- Julia Fordham
- Peter Gabriel
- Pat Metheny
- Mango
- Mariza
- Mark Hollis
- Mark Hudson
- Michael Kamen
- Manu Katché
- Nigel Kennedy
- Kenny Kirkland
- Kristina Kovač
- Level 42
- Mike Lindup
- Jimmy Nail
- Howard New
- Pino Palladino
- Luciano Pavarotti
- Guy Pratt
- Pretenders
- Soraya
- Rod Stewart
- Ian Thomas
- Tina Turner
- Steve Winwood
- Walter Wray
- Rick Wright
- Nils Wülker
- Paul Young
- Katie Melua